# Nomia clypeonitida
Nomia clypeonitida är en biart som först beskrevs av Gregory B. Pauly 2000.  Nomia clypeonitida ingår i släktet Nomia och familjen vägbin. Inga underarter finns listade i Catalogue of Life.